# Ludwig von der Tann
Ludwig Freiherr von der Tann-Rathsamhausen (Darmstadt, 18 giugno 1809 – Merano, 26 aprile 1881) è stato un generale tedesco, di nazionalità bavarese.

## Biografia
Nato a Darmstadt, il giorno di Waterloo, Ludwig von der Tann discendeva dalla antica famiglia von der Tann, che aveva radici in Baviera, Alsazia e nelle province del Reno. Egli legò il nome di sua madre (lei era la figlia di un nobile alsaziano, Freiherr von Rathsamhausen) a quello di suo padre nel 1868 con licenza del re di Baviera. Il bambino ricevette il nome di Ludwig da Ludwig I, secondo re di Baviera, e quello di Arthur in onore del duca di Wellington. Ricevette una formazione attenta e nel 1827 divenne paggio alla corte bavarese, nella quale era stato previsto un grande futuro per lui. Divenuto artigliere nel 1833, fu dopo alcuni anni introdotto presso lo stato maggiore. Seguì le manovre dell'esercito austriaco in Italia con Radetzky e, seguendo il suo spirito di avventura, si unì alla spedizione militare francese ad Algeri al confine tunisino.

### Prima guerra dello Schleswig
Al suo ritorno divenne caro amico personale del principe ereditario bavarese Massimiliano Giuseppe (poi re Massimiliano II). Nel 1848 fu promosso maggiore, e in quell'anno si distinse come capo di un corpo nello Schleswig-Holstein durante la Prima guerra dello Schleswig tra la Danimarca e una coalizione di stati tedeschi. Al termine della prima campagna fu insignito dell'Ordine dell'Aquila Rossa dal re di Prussia, e il suo stesso sovrano gli conferì l'Ordine Militare di Massimiliano Giuseppe e gli garantì la promozione a tenente colonnello. Nel 1849 servì come comandante in capo del contingente bavarese al fronte e si distinse nei combattimenti presso Dybbøl. Visitò poi il quartier generale di Haynau nel corso della prima guerra ungherese, prima di tornare in Schleswig-Holstein come capo di stato maggiore di von Willisen.

### Guerra austro-prussiana
Venuta a maturare la minaccia di una guerra fra Prussia e Austria, von der Tann fu richiamato in Baviera. La crisi si risolse con la "Puntualizzazione di Olmütz" e in questi anni ottenne la promozione a colonnello (1851), a maggiore generale (1855), fino a raggiungere il grado di tenente generale (1861). Durante questo periodo fu aiutante di campo e costante consigliere del re. Nella guerra austro-prussiana del 1866 fu capo di stato maggiore del principe Carlo Teodoro di Baviera, che comandava i contingenti della Germania meridionale. Il risultato quasi del tutto sfavorevole delle operazioni militari portò la stampa ad attaccarlo in maniera veemente, ma l'impreparazione e l'inefficienza delle truppe e la generale mancanza di interesse per la guerra da parte dei soldati tedeschi del Sud avevano già predestinato il fallimento, in ogni caso.

### Guerra franco-prussiana

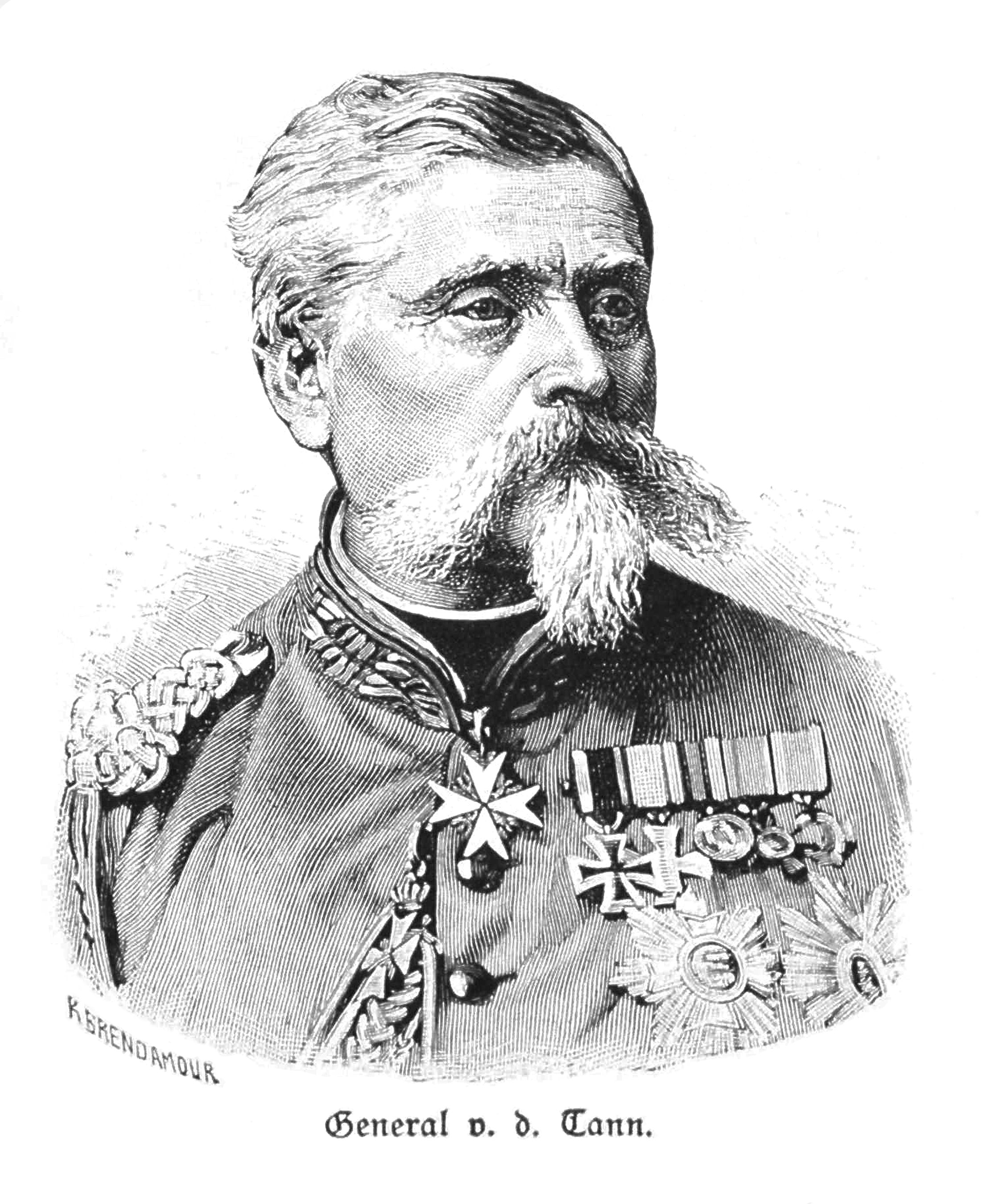
Il generale von der Tann-Rathsamhausen in tarda età

Von der Tann-Rathsamhausen continuò a godere del favore del re e fu promosso al rango di generale di fanteria (1869), ma l'amarezza dei risultati deludenti nel 1866 non lo abbandonò mai. Aveva i capelli grigi già a quarantadue anni, e la sua salute era compromessa. Nel 1869 von der Tann-Rathsamhausen fu nominato comandante del I Corpo d'armata bavarese. Guidò il suo esercito durante la guerra franco-prussiana del 1870-1871, e in questa guerra riuscì ad assicurarsi finalmente la reputazione come uno dei più importanti comandanti tedeschi. Il suo spessore fu apprezzato nelle battaglie di Woerth e Sedan. Trasferito in autunno per un incarico nella valle della Loira, diresse le operazioni contro d'Aurelle de Paladines, dapprima con notevole successo, e costrinse alla resa Orléans. A Coulmiers dovette però cedere il passo di fronte alle superiori forze francesi, pur difendendosi bene, combatté con successo in diverse circostanze sotto il Granduca di Mecklenburg-Schwerin nei dintorni di Orléans. Dopo la fine della guerra fu riconfermato comandante del I corpo bavarese, carica che mantenne fino alla sua morte nel 1881 a Merano.
Ricevette la Gran Croce dell'Ordine Militare di Baviera, e dal re di Prussia la prestigiosa Croce di Ferro di prima classe, nonché l'onorificenza Pour le Mérite. Nel 1878 l'imperatore tedesco nominò von der Tann colonnello onorario di un reggimento di fanteria prussiano e gli conferì una pensione a vita.

## Curiosità
Il suo nome venne assegnato in suo onore all'incrociatore da battaglia SMS Von der Tann, che combatté durante la prima guerra mondiale.